# Port d'Halifax
Pour les articles homonymes, voir Halifax.
Le port d'Halifax est un des plus importants au Canada. Situé à Halifax, capitale de la Nouvelle-Écosse, il est géré par la Halifax Port Authority (l’Administration portuaire d’Halifax).

## Histoire
La très vaste baie naturelle d'Halifax était appelée Chebucto (le plus grand port) (aussi Chibouctou en français) à l'origine par les Amérindiens micmacs. Faisant partie de l'Acadie mais plusieurs fois contestée entre la Nouvelle-France et la Nouvelle-Angleterre, de nombreux combats eurent lieu dans la région.
Halifax a été fondée par le général Edward Cornwallis le 9 juillet 1749 comme avant-poste militaire pour les Britanniques dans le but d'attirer des colons et de concurrencer le port français de Louisbourg, dans l'île du Cap-Breton. De nombreux combats eurent lieu entre les Français et leurs alliés, les Amérindiens micmacs, contre les Anglais jusqu’à la fin de guerre de Sept Ans.

## Port britannique
L'endroit était alors devenu un avant-poste britannique et servit durant le blocus du Saint-Laurent à partir de 1755. Elle fut le siège de la North America and West Indies Station (la station d'Amérique du Nord et des Antilles) de la Royal Navy. L'avant-poste a été nommé en l'honneur de George Montagu-Dunk, le 2e comte d'Halifax, qui était le président du bureau de commerce britannique. En 1758, promu contre-amiral de l’escadre bleue, Philip Durell demeura en Amérique pour l'hiver à titre de commandant en chef. Il avait pour mission de choisir un endroit propice à Halifax pour abriter et réparer les navires de la Royal Navy.

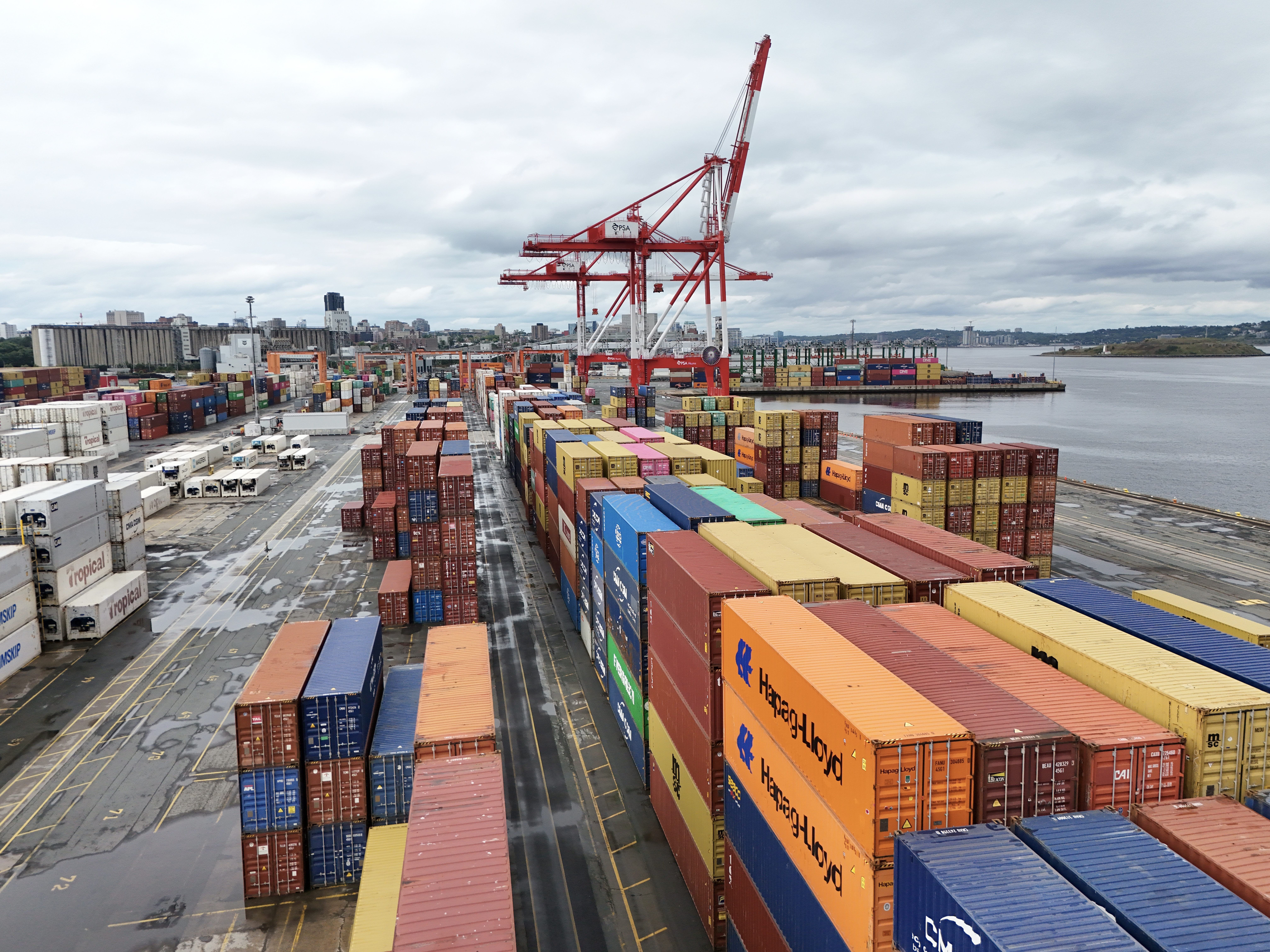
Centre PSA d'Halifax Atlantique

Le port d'Halifax a été apprécié dès le XVIIIe siècle pour sa profondeur et la qualité de son accès. C'est également un port libre de glace durant toute l'année. Les paquebots des compagnies anglaises desservent Halifax en général un jour ou deux avant les ports américains. Les arrivées de paquebots se font plus fréquentes à partir de janvier 1848. Ils apportent des nouvelles d'événements dramatiques : après le krach de 1847 à Londres et Paris, le Printemps des peuples dans toute l'Europe : Vienne, Prague et Berlin. Lorsque la ligne de télégraphe est prolongée de Boston jusqu'à Saint-Jean, un plan est alors élaboré, pour aller encore plus vite dans la transmission des nouvelles : le Buena Vista, un petit navire rapide, doit traverser le bras de mer entre Saint-Jean et Digby, où les huit cavaliers d'un relais de poste privé acheminent les nouvelles, en traversant les forêts désertes de la Nouvelle-Écosse, au départ d'Halifax. Mais un concurrent se présente, la compagnie de télégraphe de F. O. J. Smith, député de Boston. Son « Pony express de Nouvelle-Écosse » est battu de justesse par celui de la New York Associated Press. Une victoire à suspense, rapportée en « Une » du Whig and Courrier, de Bangor, le 24 février 1849. Malgré la glace isolant Digby et le pire enneigement depuis des décennies, l'enchaînement cheval/bateau/télégraphe a payé : New York reçoit avant Boston les nouvelles d'Europe du paquebot Europa.
Les pénuries de céréales en Europe incitent ensuite le Canada à fonder le Chemin de fer Intercolonial en 1872 à Moncton, pour relier les provinces maritimes au Québec et à l'Ontario, avec des connexions à la Baie des Chaleurs et la région de Matane. Cette ligne permet, à partir de 1876 l'exportation des céréales en hiver, par Halifax, en Nouvelle-Écosse, principal port canadien libre de glaces toute l'année : les négociants ne sont plus obligés de vendre toutes les céréales l'été, quand l'offre abondante déprime les prix.
Le Chemin de fer Intercolonial arrive à Halifax en 1876. Un silo-élévateur est bâti à l'intersection d'Upper Water Street et Cornwallis Street en 1882, et sert jusqu'à son incendie en 1895 avec le terminal passagers en eau profonde. Il est reconstruit trop rapidement et critiqué pour sa qualité. Le port bénéficie surtout du grand terminal pour navires en cale sèche d'Halifax, bâti en 1887-1889, terminus du Chemin de fer Intercolonial et plus grand complexe céréalier de la côte atlantique américaine.
Saint-Jean devient à son tour un grand port céréalier en 1896, brisant le monopole d'Halifax et Québec-Montréal. Halifax réplique dès 1899 en agrandissant son terminal céréalier, qui peut accueillir douze larges navires céréaliers en même temps, sous la présidence d'un entrepreneur local, Samuel M. Brookfield. En 1900, Halifax construit aussi un silo-élevateur d'un demi-million de boisseaux.
Halifax se concentre ensuite sur un nouveau terminal céréalier développé en 1913 pour exporter les grains de l'Ouest, qui contribue à la forte croissance du commerce canadien pendant la Première Guerre mondiale. Au cours de l'année 1917, le Canada exporte 189,6 millions de boisseaux de blé et 7,4 millions de boisseaux de farine.
Le port d'Halifax a le dernier grand silo-élévateur à céréales de la côte atlantique du Canada, qui est en réalité devenu un réseau de 365 silos différents, capable de charger sur les navires un total de 2 000 tonnes par heure 

## Installations
- Quai 21